# 大原町 (太田市)
大原町（おおばらちょう）は、群馬県太田市にある町丁。郵便番号は379-2304。

## 概要
以前は、旧藪塚本町内であったが、太田市と合併し現在の形となった。

## 地理
行政施設や銀行、商業施設等が集まる旧薮塚本町の中でも中心的な町である。

### 大原町内の区
| 地区         | 行政区   | 読み           | 区域                   |
| ------------ | -------- | -------------- | ---------------------- |
| 藪塚西部地区 | 大原一区 | いっく         | 大原町、藪塚町の各一部 |
| 藪塚西部地区 | 大原二区 | にく           | 大原町、藪塚町の各一部 |
| 藪塚西部地区 | 大原三区 | さんく         | 大原町の一部           |
| 藪塚西部地区 | 大原四区 | よんく         | 大原町の一部           |
| 藪塚西部地区 | 大原五区 | ごく           | 大原町の一部           |
| 藪塚西部地区 | 大原六区 | ろっく         | 大原町、藪塚町の各一部 |
| 藪塚西部地区 | 大原七区 | ななく         | 大原町の一部           |
| 藪塚西部地区 | 大原上区 | おおばらかみく | 大原町の一部           |
| 藪塚西部地区 | 西ヶ原区 | にしがはらく   | 大原町の一部           |
| 藪塚西部地区 | 百石     | ひゃっこく     | 藪塚町、大原町の各一部 |

## 世帯数と人口
2020年（令和2年）9月30日現在の世帯数と人口は以下の通りである。
| 町丁   | 世帯数    | 人口     |
| ------ | --------- | -------- |
| 大原町 | 4,732世帯 | 11,668人 |

## 小・中学校の学区

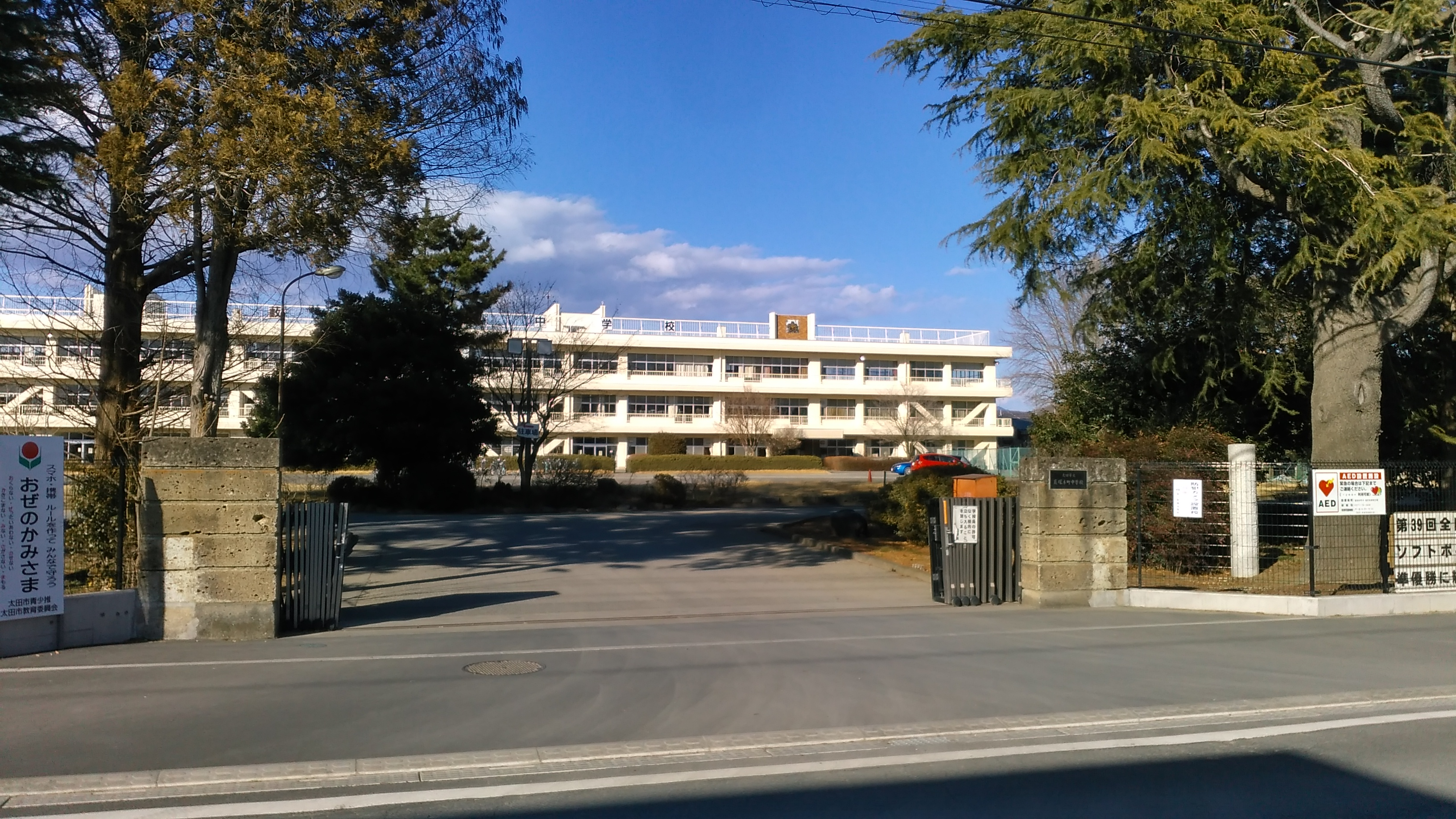
太田市立藪塚本町中学校

市立小・中学校に通う場合、学区は以下の通りとなる。
| 行政区                         | 小学校                   | 中学校                 |
| ------------------------------ | ------------------------ | ---------------------- |
| 一区                           | 太田市立藪塚本町小学校   | 太田市立藪塚本町中学校 |
| 二区（県道境三ツ木線以東）     | 太田市立藪塚本町小学校   | 太田市立藪塚本町中学校 |
| 三区（県道境三ツ木線以東）     | 太田市立藪塚本町小学校   | 太田市立藪塚本町中学校 |
| 四区                           | 太田市立藪塚本町小学校   | 太田市立藪塚本町中学校 |
| 五区（県道境三ツ木線以東）     | 太田市立藪塚本町小学校   | 太田市立藪塚本町中学校 |
| 六区（県道大間々世良田線以東） | 太田市立藪塚本町小学校   | 太田市立藪塚本町中学校 |
| 七区の一部                     | 太田市立藪塚本町小学校   | 太田市立藪塚本町中学校 |
| 大原上                         | 太田市立藪塚本町小学校   | 太田市立藪塚本町中学校 |
| 二区（県道境三ツ木線以西）     | 太田市立藪塚本町南小学校 | 太田市立藪塚本町中学校 |
| 三区（県道境三ツ木線以西）     | 太田市立藪塚本町南小学校 | 太田市立藪塚本町中学校 |
| 五区（県道境三ツ木線以西）     | 太田市立藪塚本町南小学校 | 太田市立藪塚本町中学校 |
| 六区（県道大間々世良田線以西） | 太田市立藪塚本町南小学校 | 太田市立藪塚本町中学校 |
| 七区                           | 太田市立藪塚本町南小学校 | 太田市立藪塚本町中学校 |

## 交通

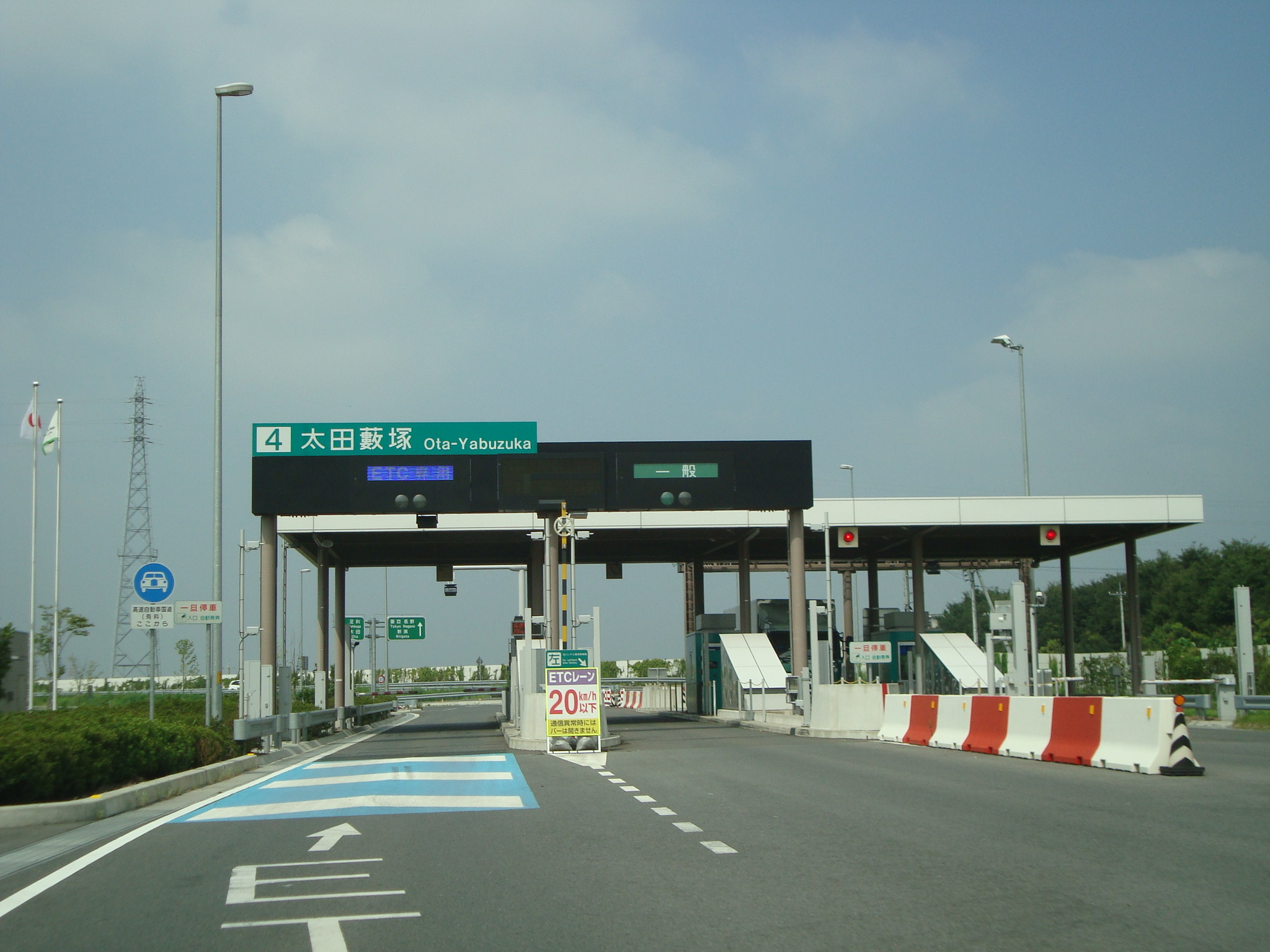
北関東自動車道 太田薮塚IC

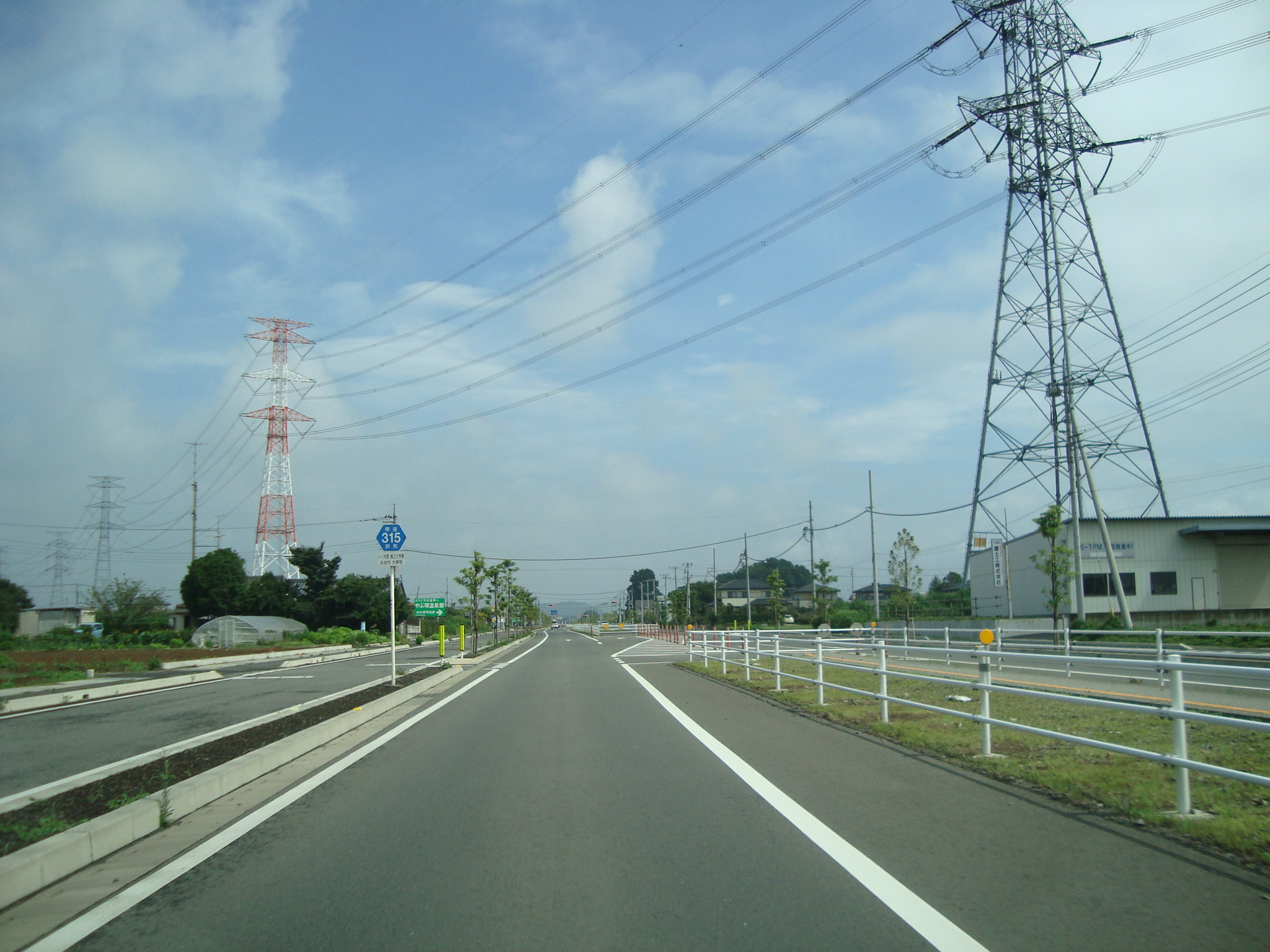
群馬県道315号大原境三ツ木線

### 鉄道
町内に鉄道駅はない。

### 道路
町の南側を北関東自動車道が通り、町内に太田藪塚インターチェンジがある。また町の中央を東西に群馬県道294号国定藪塚線が通り、南北に群馬県道69号大間々世良田線、群馬県道315号大原境三ツ木線が通っている。また、町の北側を群馬県道68号桐生伊勢崎線が南西から南東に通過している。

## 施設
- 太田市藪塚本町庁舎

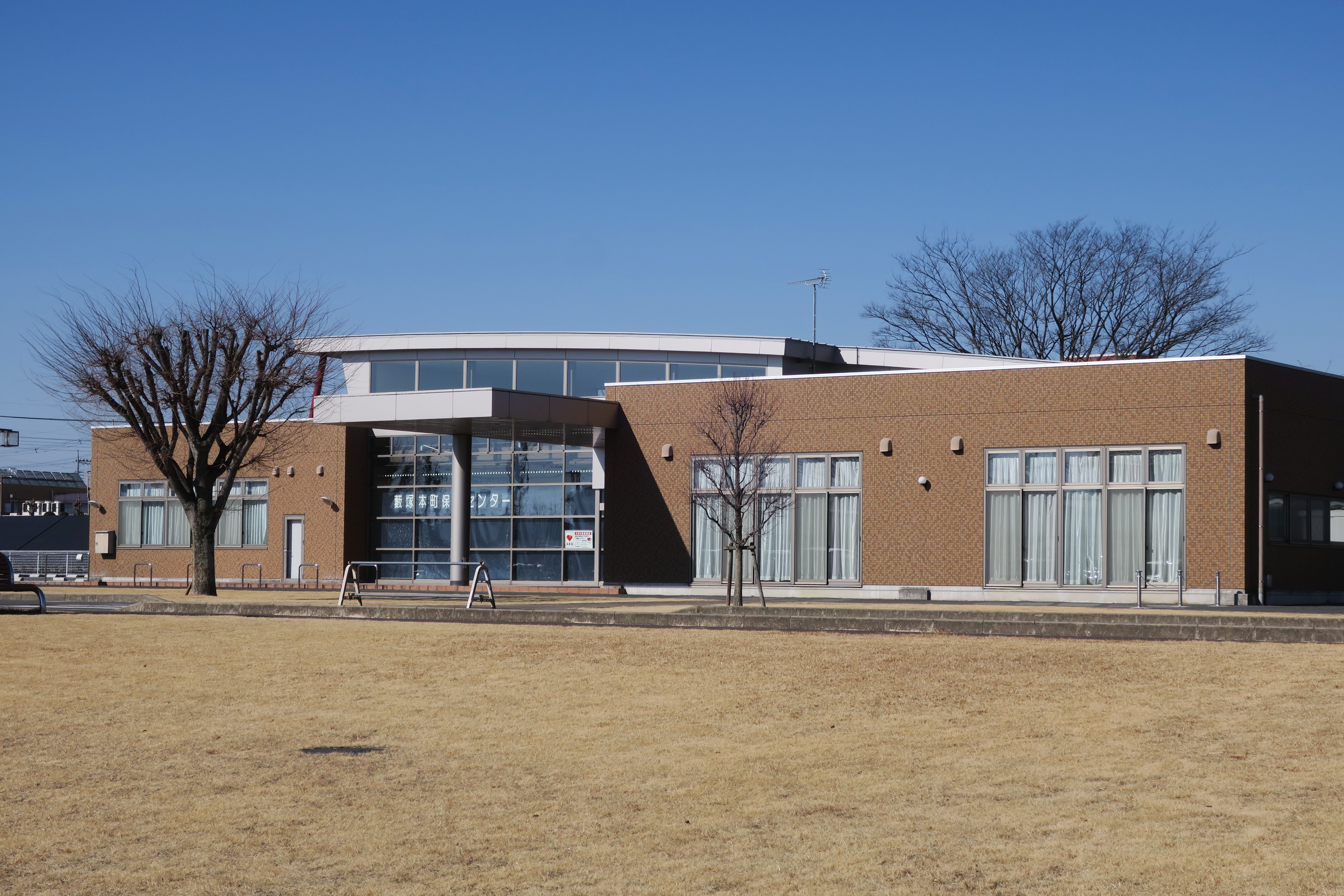
太田市藪塚本町保健センター
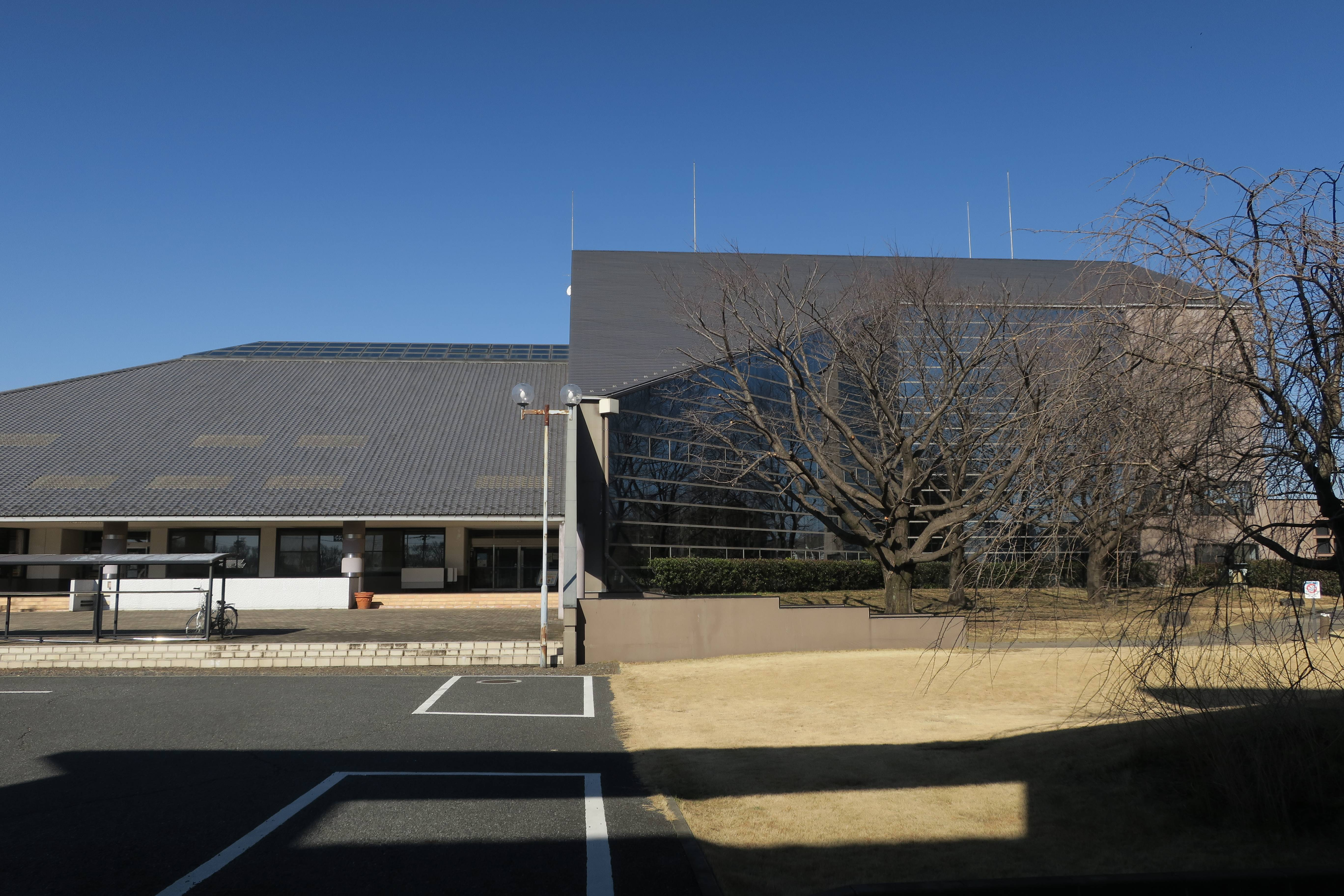
太田市 藪塚本町文化ホール
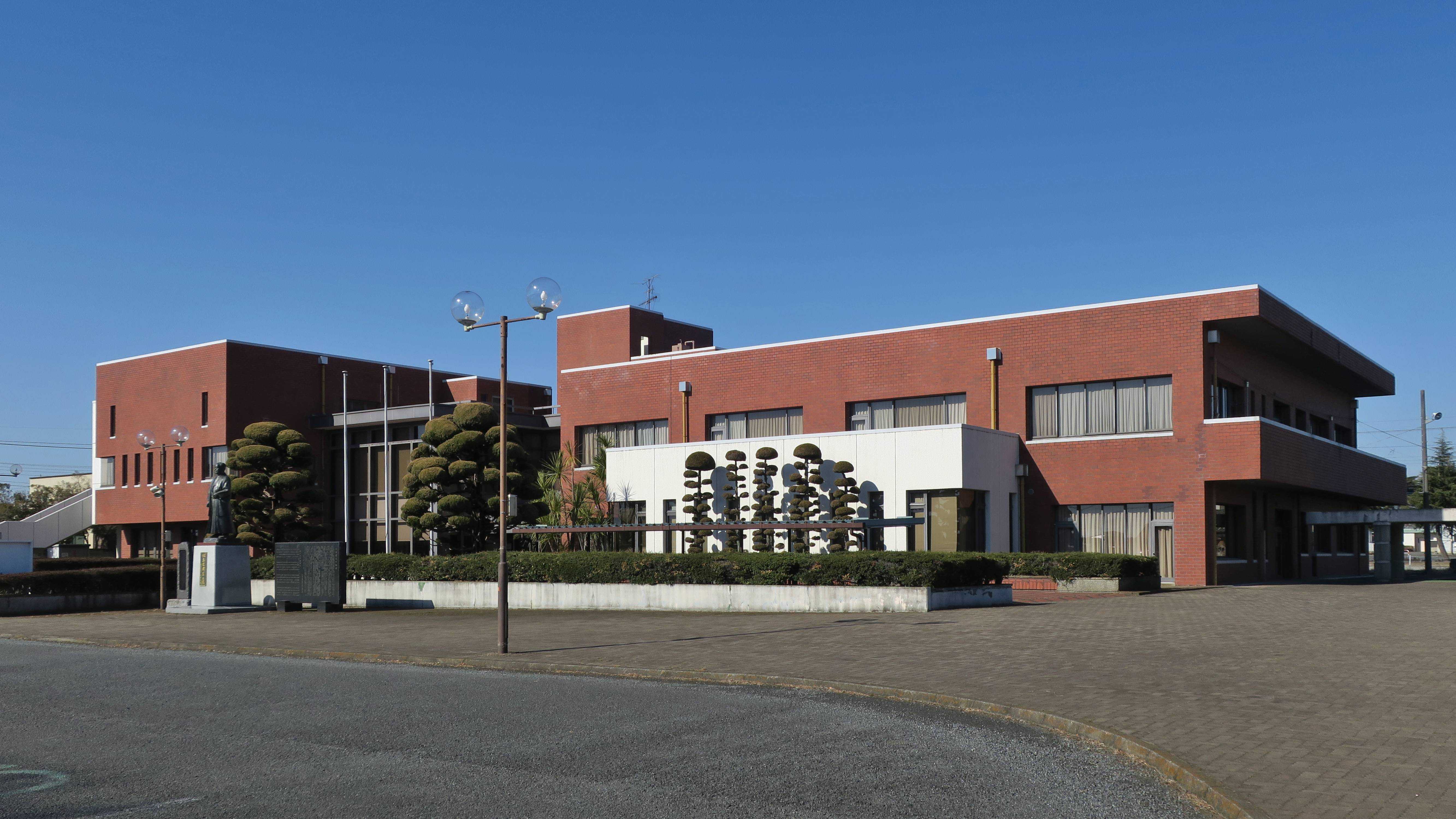
太田市 藪塚本町中央公民館
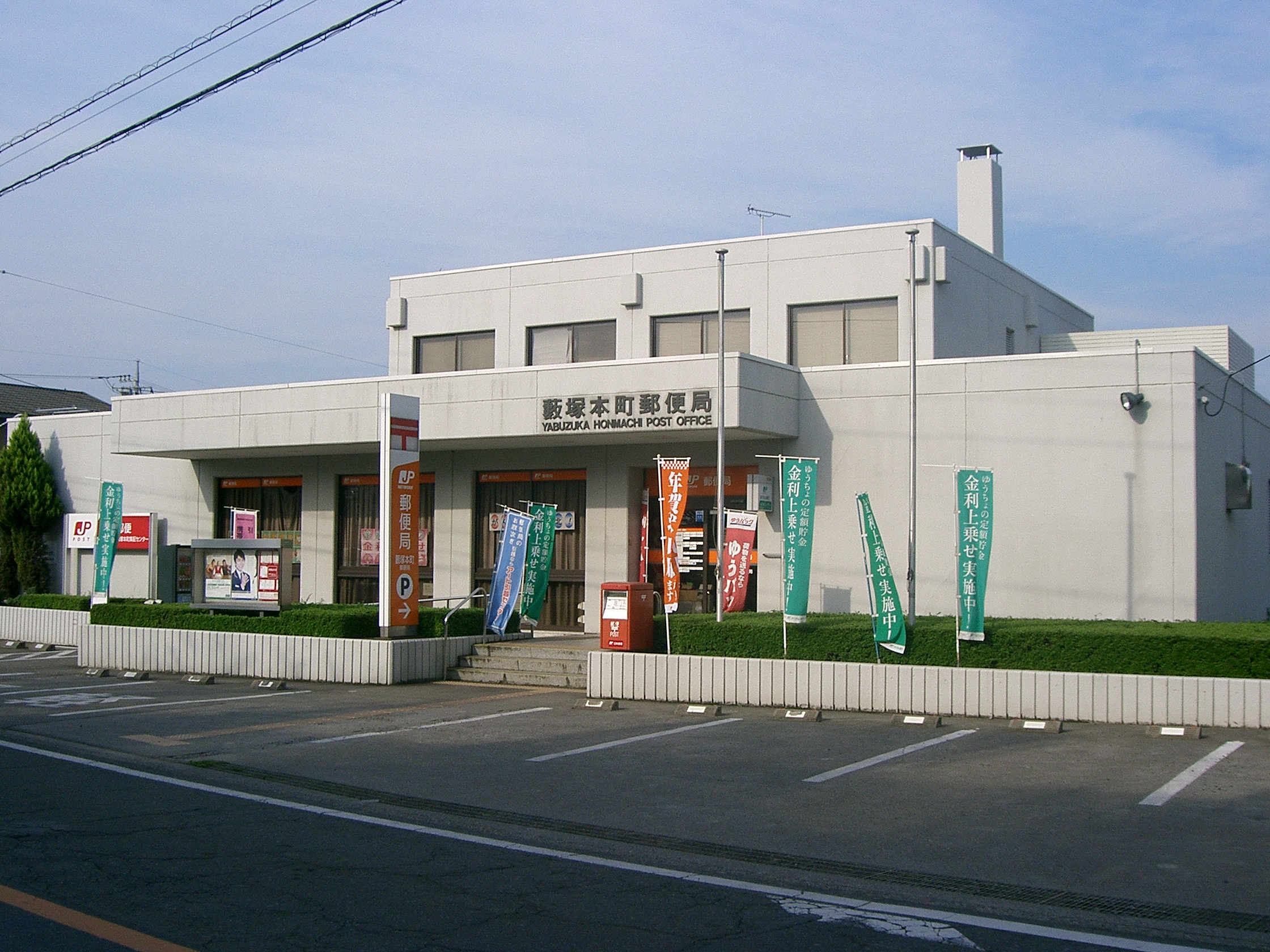
藪塚本町中央運動公園
- 太田市藪塚本町社会体育館
- 太田警察署 藪塚本町交番
- 藪塚本町郵便局
- JA太田市 藪塚本町支所
- 太田市立藪塚本町南小学校
- 太田市立藪塚本町中学校
- しののめ信用金庫 藪塚支店
- 桐生信用金庫 藪塚支店
- 群馬銀行 大原支店

- 藪塚本町保健センター
- 藪塚本町文化ホール
- 藪塚本町中央公民館
- 藪塚本町郵便局